# NGC 3198
NGC 3198 é uma galáxia espiral barrada (SBc) localizada na direcção da constelação de Ursa Major. Possui uma declinação de +45° 33' 00" e uma ascensão recta de 10 horas, 19 minutos e 54,9 segundos.
A galáxia NGC 3198 foi descoberta em 15 de Janeiro de 1788 por William Herschel.